# Лепидотрихиды
Лепидотрихиды (лат. Lepidotrichidae) — семейство насекомых из отряда щетинохвосток.

## Описание
Тело с чешуйками. Голова прогнатическая, редко гипогнатическая.

## Классификация
В семейство включают следующие роды:
- † Lepidotrix (эоцен, балтийский и ровенский янтари[3])
- Tricholepidion